# Flaga Omanu
Flaga Omanu ma kształt prostokąta o proporcjach 1:2. Składa się z trzech pasów: białego, czerwonego i zielonego, z dodatkowym czerwonym zagrodzeniem z lewej strony. Na nim widnieje w lewym górnym rogu godło Omanu - czyli godło rządzącej dynastii Abusaidów.

## Symbolika i historia
Barwa czerwona jest tradycyjną barwą państw na Półwyspie Arabskim, a także charydżytów, którzy stanowią większość w Omanie. Do 1970 roku flaga Omanu była cała czerwona. Kolor biały jest związany z imamem Omanu, tradycyjnym religijnym (a często także cywilnym) przywódcą w kraju. Zieleń jest symbolem górskiego regionu Dżabal al-Achdar (Góra Zielona).

## Historyczne wersje flagi

Flaga Imamatu Omanu(inne języki) w latach 1650–1954
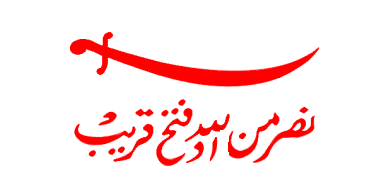
Flaga Imperium Omanu w latach 1696–1856
Flaga Sułtanatu Maskatu i Omanu w latach 1856–1970
Flaga Imamatu Omanu w latach 1954–1959
Flaga z lat 1970–1985
Flaga z lat 1985–1995